# Thomas Mesereau
Thomas Mesereau est un avocat américain né le 1er juillet 1950  à West Point (État de New York, États-Unis).
Spécialisé en droit pénal, Thomas Mesereau est principalement connu pour avoir défendu Michael Jackson en 2005 et des célébrités telles que Mike Tyson ou encore l'acteur Bill Cosby.

## Biographie
Issu d'une famille de militaires, Thomas Mesereau a poursuivi des études à l'université Harvard, à la London School of Economics et à l'École de droit Hastings de l'université de Californie à San Francisco. Thomas Mesereau est divorcé, sans enfants.

## Carrière
Membre du cabinet d'avocats Collins, Mesereau, Reddock & Yu basé à Century City, Los Angeles, en Californie, Thomas Mesereau se fait connaitre aux États-Unis grâce à ses apparitions télévisées sur des programmes locaux (Los Angeles) et nationaux dans lesquels il donne son avis sur des sujets tels que le droit pénal, les droits civiques et la stratégie à adopter devant les tribunaux.
Thomas Mesereau a exercé sa fonction d'avocat à Los Angeles mais s'est également rendu en Alabama ou encore dans le Mississippi pour défendre certaines affaires.
Considéré comme défenseur des défavorisés, Thomas Mesereau est connu pour avoir remporté de nombreux procès. Il est nommé pénaliste de l'année par Century City Bar Association de Los Angeles et figure parmi les cent avocats les plus influents de Californie selon le Los Angeles Daily Journal. 
Une reconnaissance que lui valent les acquittements qu'il obtient dans de nombreux cas : homicides, vols, possessions illégales d'armes. Certains de ses clients encouraient la peine de mort.
En 2001, Thomas Mesereau défend le boxeur Mike Tyson, accusé de viol.
De 2001 à 2004, il défend l'acteur Robert Blake, accusé du meurtre de sa femme.
Le 13 juin 2005, Thomas Mesereau obtient l'acquittement du chanteur Michael Jackson, soupçonné d'abus sexuel sur mineur.